# Transat
Transat é um diminutivo de transatlântica, usado quando se fala de uma corrida de barcos que travessam o mar, uma corrida transatlântica.
A palavra "transatlântico" provem de  trans + atlântico , e se ao início se referia realmente a uma travessia do atlântico o termo generalizou-se e uma prova  dessa tipo no oceano pacífico continuaria a chamar-se uma transatlântica.
Entre as várias travessias transatlânticas podem nomear-se: 
- Transat Inglesa;
- Mini Transat;
- Route du Rhum.